# Vesicularia aperta
Vesicularia aperta là một loài Rêu trong họ Hypnaceae. Loài này được (Sull.) Thér. miêu tả khoa học đầu tiên năm 1922.